# Vang bóng một thời
Vang bóng một thời là một tập truyện ngắn và tùy bút của nhà văn Nguyễn Tuân. Tác phẩm được nhà xuất bản Tân Dân xuất bản lần đầu tiên năm 1940.

## Nội dung
"Vang bóng một thời" gồm 14 tùy bút hoặc truyện ngắn
- Bữa rượu máu (hay Chém treo ngành)
- Những chiếc ấm đất
- Thả thơ
- Đánh thơ
- Hương cuội
- Ngôi mả cũ
- Chữ người tử tù
- Ném bút chì
- Chén trà trong sương sớm
- Một cảnh thu muộn
- Báo oán
- Trên đỉnh non Tản
- Xác Ngọc Lam
- Vườn Xuân Lan Tạ Chủ

## Xuất bản
Tác phẩm ban đầu được đăng trong mục "Vang và bóng một thời" trên tạp chí Tao Đàn vào năm 1939, sau đó nhà xuất bản Tân Dân in thành sách năm 1940. Tác phẩm được tái bản vào các năm 1943, 1945, 1951, 1962. Tính đến năm 1988 là lần xuất bản thứ sáu do nhà xuất bản Văn học ấn hành với 30,000 cuốn. 
Năm 2010, nhà xuất bản Hội nhà văn kết hợp với gia đình Nguyễn Tuân tái bản Vang bóng một thời dưới dạng ấn bản đặc biệt, được in trên giấy dó, có đánh số thứ tự.
Khi in thành sách, ngay từ lần đầu tiên cho đến các bản in hiện thời, Vang bóng một thời có nhiều đoạn kiểm duyệt từ thời Pháp thuộc bị cắt bỏ. Những đoạn kiểm duyệt này ít thì một hai dòng, nhiều thì vài đoạn... Do đó khi in tác phẩm này trong bộ Việt Nam danh tác vào năm 2014, nhà sách Nhã Nam đã so sánh với văn bản trên tạp chí Tao Đàn để khôi phục lại những đoạn bị kiểm duyệt.

## Đánh giá
Trong tác phẩm Nhà văn thời đại, Vũ Ngọc Phan đánh giá
| “ | Tác phẩm đầu tay của ông là một văn phẩm gần tới sự toàn thiện, toàn mỹ. Đó là tập Vang Bóng Một Thời (Tân Dân – Hà Nội 1940). Tập truyện đã làm sống lại cả một thời phong kiến đã qua với những nghệ thuật cổ thanh cao, những nếp sống, sinh hoạt xã hội nho phong của một nền văn minh xưa cũ, nó cũng là niềm nuối tiếc của một tâm hồn hoài cổ trước những cái hay, cái đẹp, những nghệ thuật cầu kỳ của một thời đại đã qua, cái thời ấy nay đã chết rồi, chỉ còn để lại một tiếng vang: ...Vang Bóng Một Thời. | ” |

Vương Trí Nhàn thì nhận xét
| “ | Nguyễn Tuân, trong Vang bóng một thời, lại phác hoạ một cách tài hoa nếp sống thanh nhã của người xưa, và cho thấy một đời sống tinh thần vững chãi là cần thiết cho con người đến như thế nào. | ” |